# Angus & Julia Stone
Angus & Julia Stone — австралийский дуэт родных брата и сестры, образованный в 2006 году Ангусом и Джулией Стоун, играющий в стиле фолк и инди-поп. До рождения Джулии и Ангуса их родители также играли в фолк-дуэте. Angus & Julia Stone выпустили четыре студийных альбома: A Book Like This (2007), Down the Way (2010), Memories of An Old Friend (2011) и одноимённый альбом (2014). На вручении музыкальных премий ARIA 2010 года они получили пять наград из девяти номинаций: «Альбом года», «Лучший альтернативный альбом», «Лучшая обложка» и «Продюсер года» за альбом Down the Way и «Сингл года» за «Big Jet Plane». Оба участника дуэта выпустили по два сольных альбома.

## Дискография

### Студийные альбомы
| Год  | Альбом              | Позиции в чартах | Позиции в чартах | Позиции в чартах | Позиции в чартах | Позиции в чартах | Позиции в чартах | Позиции в чартах | Позиции в чартах | Позиции в чартах | Статус           |
| Год  | Альбом              | AUS              | AUT              | BEL              | FR               | GER              | NED              | NZ               | SWI              | UK               | Статус           |
| ---- | ------------------- | ---------------- | ---------------- | ---------------- | ---------------- | ---------------- | ---------------- | ---------------- | ---------------- | ---------------- | ---------------- |
| 2007 | A Book Like This    | 6                | —                | —                | —                | —                | —                | —                | —                | —                | ARIA: Платиновый |
| 2010 | Down the Way        | 1                | 34               | 48               | 26               | —                | 66               | —                | 91               | —                |                  |
| 2014 | Angus & Julia Stone | 1                | 16               | 4                | 8                | 8                | 8                | 6                | 3                | 54               | ARIA: Gold       |

- Snow (2017)

### Сборники
- Memories of an Old Friend (2010)
- For You (2010)

### Концертные альбомы
- iTunes Live: Live from Sydney (2010)
- Live 2014 (2014)

### Мини-альбомы
- Chocolates and Cigarettes (2006)
- Heart Full of Wine (2007)
- The Beast (2007)
- Hollywood (2008)
- Big Jet Plane (2010)